# Coppa Italia 2010/11
Die Coppa Italia, der bedeutendste italienische Pokalwettbewerb, begann in der Saison 2010/11 am 8. August 2010 mit den Erstrundenspielen. Das Finale fand am 29. Mai 2011 zwischen Inter Mailand und der US Palermo statt. Inter entschied das Finale mit einem 3:1 im Stadio Olimpico für sich und feierte damit den siebten Erfolg in der Vereinsgeschichte. Außerdem konnten sie den Titel damit zum zweiten Mal in Folge gewinnen.

## Modus
An der 63. Ausgabe des Wettbewerbs nahmen insgesamt 78 Mannschaften teil. Die gesamte Serie A der Saison 2008/09 sowie 20 Vereine der aktuellen Serie B. Des Weiteren wurden 20 Teams von der Lega Pro Prima Divisione (ehemals C1) gestellt, die jeweils 10 Bestplatzierten von Girone A und Girone B. Die Lega Pro Seconda Divisione (ehemals C2) hingegen stellte nur noch neun Vereine, jeweils den Gruppenersten und die Playoff-Finalisten der Girone A, B und C. Aus der höchsten Amateurliga Italiens, der Serie D, wurden die restlichen neun Plätze aufgefüllt.
In der ersten Runde trafen die 36 Mannschaften der drei untersten Spielklassen aufeinander. Die Gewinner der Spiele treffen dann in der zweiten Runde auf die 22 Vereine der Serie B. In der dritten Runde wiederum trafen die Erstligisten der Plätze 9–20 der vergangenen Saison auf die Gewinner der vorherigen Runde. Die 16 Gewinner dieser dritten Runde spielen erst noch einmal untereinander 8 Teams aus, die dann im Achtelfinale auf die Klubs der Plätze 1–8 der vergangenen Saison treffen.
Bis auf die Halbfinalpartien wurde jeweils nach dem K.-o.-System verfahren, nur die Runde der letzten Vier wurde mittels Hin- und Rückspiel entschieden.

## 1. Runde
|                    | Ergebnis              |                       |
| ------------------ | --------------------- | --------------------- |
| Benevento Calcio   | 5:1                   | Este AC               |
| AC Lumezzane       | 2:0                   | Pomezia Calcio        |
| Como Calcio        | 3:1                   | ASD Citta di Guidonia |
| Monza Calcio       | 2:1 n. V.             | Virtus Entella        |
| Ternana Calcio     | 3:1                   | Spezia Calcio         |
| SPAL Ferrara       | 2:3                   | Trapani Calcio        |
| AC Reggiana        | 2:1 n. V.             | FC AlzanoCene 1909    |
| Hellas Verona      | 2:0                   | Casarano Calcio       |
| Taranto Calcio     | 1:0                   | Feralpisalò           |
| Cosenza Calcio     | 1:1 n. V. (4:2 i. E.) | AS Lucchese           |
| Foligno Calcio     | 3:2 n. V.             | San Marino Calcio     |
| US Cremonese       | 2:1 n. V.             | Atletico Roma         |
| SS Virtus Lanciano | 2:1                   | Carpi FC              |
| Sorrento Calcio    | 6:0                   | US Catanzaro          |
| SS Cavese          | 0:2                   | AS Gubbio 1910        |
| US Alessandria     | 6:0                   | Santegidiese          |
| Salernitana Calcio | 0:2                   | FC Südtirol           |
| Ravenna Calcio     | 2:1                   | Juve Stabia           |

## 2. Runde
|                            | Ergebnis  |                    |
| -------------------------- | --------- | ------------------ |
| AC Siena                   | 2:0       | Ternana Calcio     |
| Calcio Portogruaro Summaga | 2:1       | FC Südtirol        |
| FC Modena                  | 4:1       | Sorrento Calcio    |
| Como Calcio                | 1:3       | AS Varese          |
| Piacenza Calcio            | 5:3 n. V. | SS Virtus Lanciano |
| Atalanta Bergamo           | 3:1       | Foligno Calcio     |
| AS Cittadella              | 2:0       | Hellas Verona      |
| FC Crotone                 | 1:0       | US Triestina       |
| Vicenza Calcio             | 2:1       | Benevento Calcio   |
| UC Albinoleffe             | 3:1       | Pescara Calcio     |
| Sassuolo Calcio            | 3:1       | Monza Calcio       |
| Novara Calcio              | 3:1 n. V. | Taranto Calcio     |
| FC Empoli                  | 4:1       | AC Reggiana        |
| AS Livorno                 | 1:0       | US Cremonese       |
| Padova Calcio              | 1:0       | Ravenna Calcio     |
| US Grosseto                | 5:0       | AS Gubbio 1910     |
| Ascoli Calcio              | 3:1       | AC Lumezzane       |
| Frosinone Calcio           | 3:1       | Trapani Calcio     |
| Reggina Calcio             | 1:0       | US Alessandria     |
| FC Turin                   | 1:3 n. V. | Cosenza Calcio     |

## 3. Runde
|                  | Ergebnis  |                            |
| ---------------- | --------- | -------------------------- |
| CFC Genua        | 2:1 n. V. | US Grosseto                |
| AC Florenz       | 1:0 n. V. | FC Empoli                  |
| Vicenza Calcio   | 1:0       | Ascoli Calcio              |
| Frosinone Calcio | 2:4 n. V. | Reggina Calcio             |
| Atalanta Bergamo | 0:1       | AS Livorno                 |
| AC Cesena        | 1:3 n. V. | Novara Calcio              |
| Udinese Calcio   | 4:0       | Padova Calcio              |
| Cagliari Calcio  | 3:0       | Piacenza Calcio            |
| FC Bologna       | 3:2       | FC Modena                  |
| FC Crotone       | 0:1 n. V. | UC Albinoleffe             |
| Brescia Calcio   | 1:0       | AS Cittadella              |
| Catania Calcio   | 4:3 n. V. | AS Varese                  |
| US Lecce         | 3:2       | AC Siena                   |
| Lazio Rom        | 3:0       | Calcio Portogruaro Summaga |
| Chievo Verona    | 2:0       | Sassuolo Calcio            |
| AS Bari          | 3:1       | FC Turin                   |

## 4. Runde
|                 | Ergebnis  |                |
| --------------- | --------- | -------------- |
| Udinese Calcio  | 2:1 n. V. | US Lecce       |
| CFC Genua       | 3:1 n. V. | Vicenza Calcio |
| Lazio Rom       | 3:0       | UC Albinoleffe |
| Cagliari Calcio | 0:3       | FC Bologna     |
| Catania Calcio  | 5:1       | Brescia Calcio |
| Chievo Verona   | 3:0       | Novara Calcio  |
| AC Florenz      | 3:0 n. V. | Reggina Calcio |
| AS Bari         | 4:1       | AS Livorno     |

## Achtelfinale
|                 | Ergebnis              |                |
| --------------- | --------------------- | -------------- |
| FC Parma        | 2:1 n. V.             | AC Florenz     |
| US Palermo      | 1:0                   | Chievo Verona  |
| SSC Neapel      | 2:1                   | FC Bologna     |
| AC Mailand      | 3:0                   | AS Bari        |
| AS Rom          | 2:1                   | Lazio Rom      |
| Sampdoria Genua | 2:2 n. V. (5:4 i. E.) | Udinese Calcio |
| Inter Mailand   | 3:2                   | CFC Genua      |
| Juventus Turin  | 2:0                   | Catania Calcio |

## Viertelfinale
|                 | Ergebnis              |               |
| --------------- | --------------------- | ------------- |
| US Palermo      | 0:0 n. V. (5:4 i. E.) | FC Parma      |
| Sampdoria Genua | 1:2                   | AC Mailand    |
| SSC Neapel      | 0:0 n. V. (4:5 i. E.) | Inter Mailand |
| Juventus Turin  | 0:2                   | AS Rom        |

## Halbfinale
|            | Gesamt |               | Hinspiel | Rückspiel |
| ---------- | ------ | ------------- | -------- | --------- |
| AS Rom     | 1:2    | Inter Mailand | 0:1      | 1:1       |
| AC Mailand | 3:4    | US Palermo    | 2:2      | 1:2       |

## Finale
Das Finale der Coppa Italia der Saison 2010/11 fand am 29. Mai 2011 im Stadio Olimpico in Rom statt. Zum siebenten Mal in der Vereinsgeschichte gewann Inter Mailand den größten italienischen Pokalwettbewerb. Die Partie endete nach der regulären Spielzeit mit einem 3:1-Sieg. Samuel Eto’o steuerte zwei und Diego Milito einen Treffer bei, während Ezequiel Muñoz nur für das zwischenzeitliche Anschlusstor sorgen konnte, ehe er selbst die rote Karte sah. Außerdem gelang es Eto’o mit insgesamt fünf Treffern Torschützenkönig des Pokals zu werden.

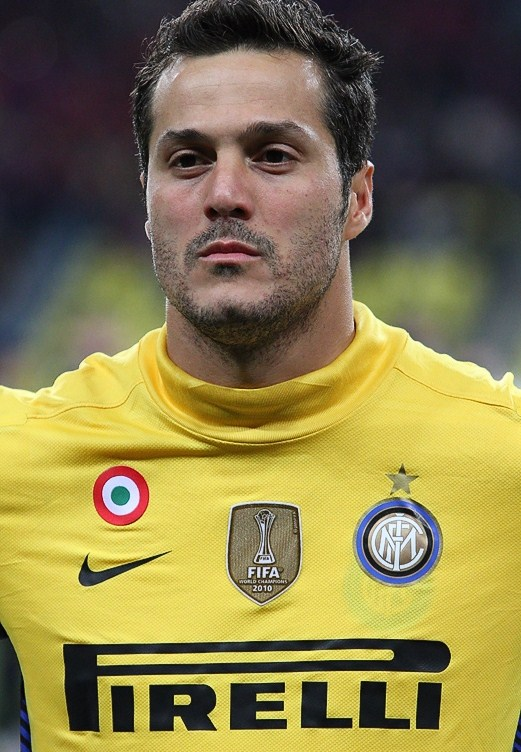
Júlio César mit dem Gewinnerabzeichen des Coppa Italia 2011 neben weiteren Abzeichen auf dem Trikot

| Inter Mailand                                      | Inter Mailand | US Palermo | US Palermo |
| -------------------------------------------------- | --- | --- | ---------- |
| Inter Mailand                                      | \| 29. Mai 2011 um 21:00 Uhr in Rom (Stadio Olimpico) \| \| Ergebnis: 3:1 (1:0) \| \| Schiedsrichter: Emidio Morganti (Ascoli Piceno) \| | \| 29. Mai 2011 um 21:00 Uhr in Rom (Stadio Olimpico) \| \| Ergebnis: 3:1 (1:0) \| \| Schiedsrichter: Emidio Morganti (Ascoli Piceno) \| | US Palermo |
| Inter Mailand                                      | Júlio César – Javier Zanetti, Lúcio, Andrea Ranocchia, Cristian Chivu – Yuto Nagatomo, Dejan Stanković, Thiago Motta (83. McDonald Mariga), Wesley Sneijder (87. Diego Milito) – Giampaolo Pazzini (61. Goran Pandev), Samuel Eto’o Cheftrainer: Leonardo | Salvatore Sirigu – Dorin Goian (24. Moris Carrozzieri), Ezequiel Muñoz, Mattia Cassani, Federico Balzaretti – Giulio Migliaccio, Antonio Nocerino, Javier Pastore, Josip Iličić – Afriyie Acquah (55. Fabrizio Miccoli), Abel Hernández (78. Mauricio Pinilla) Cheftrainer: Delio Rossi | US Palermo |
| Inter Mailand                                      | 1:0 Samuel Eto’o (26.) 2:0 Samuel Eto’o (76.) 3:1 Diego Milito (90.) | 2:1 Ezequiel Muñoz (88.) | US Palermo |
| Inter Mailand                                      | Ezequiel Muñoz (90.) | | US Palermo |
| 29. Mai 2011 um 21:00 Uhr in Rom (Stadio Olimpico) | | |            |
| Ergebnis: 3:1 (1:0)                                | | |            |
| Schiedsrichter: Emidio Morganti (Ascoli Piceno)    | | |            |